# Ластівка скельна
{{#ifeq:0|0|{{#if:|{{#if:Ptyonoprognerupestris|[[]}}|}}}}
Ластівка скельна (Ptyonoprogne rupestris) — невеликий горобцеподібний птах родини ластівкових.

## Середовище проживання
Населяє урвища, печери у високогірних скелястих місцевостях. 

### Статус в Україні
Рідкісний залітний птах, зареєстрований в Криму та на о. Зміїний.
В кінці червня та на початку липня 2013 цей вид ластівок було помічено в Києві[джерело?].

## Морфологічні ознаки

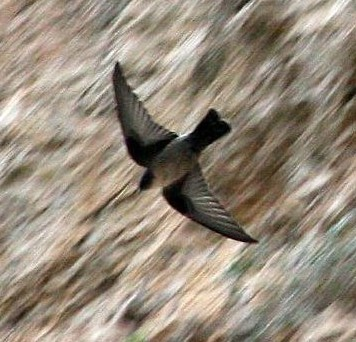
У польоті

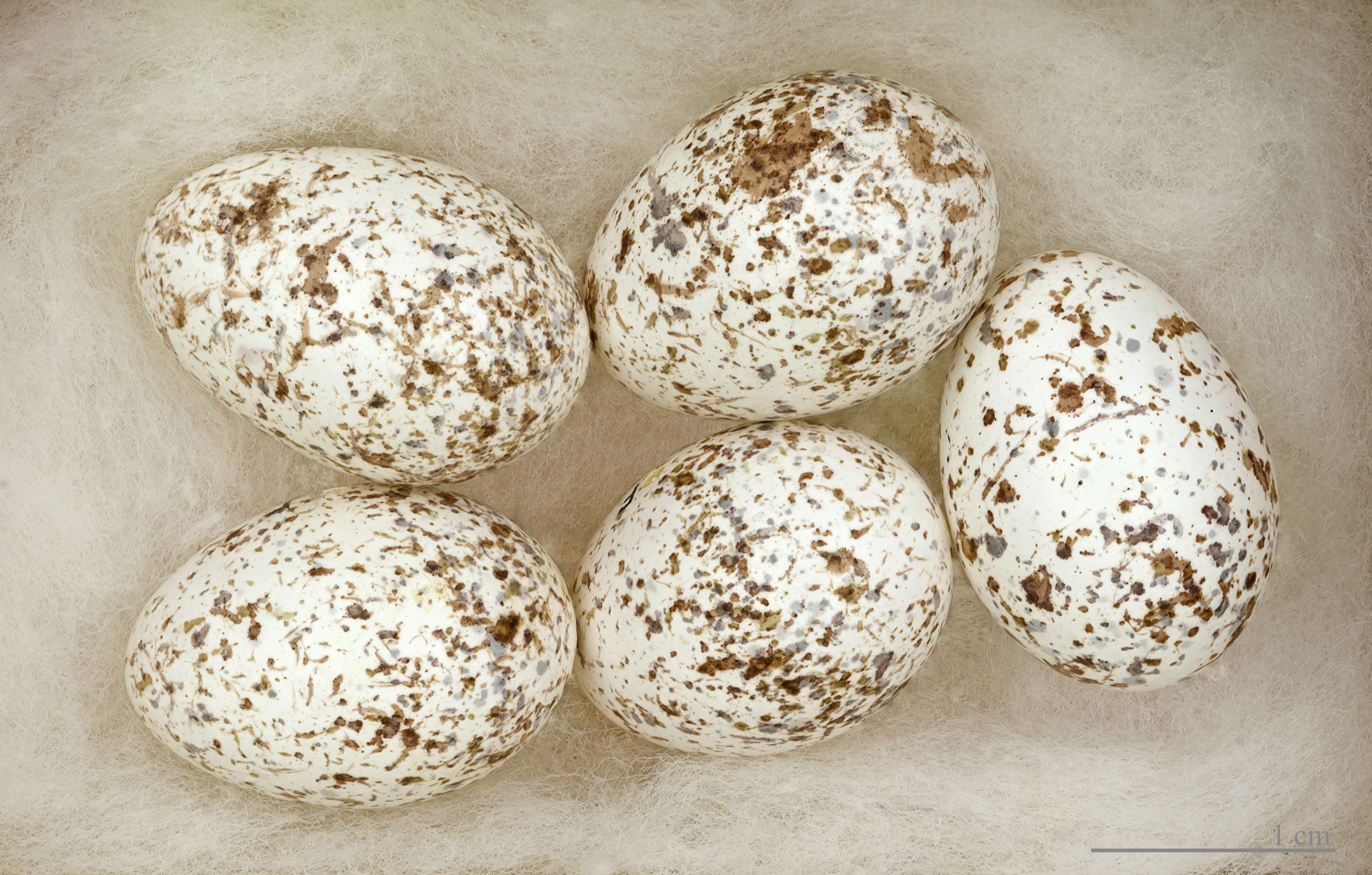
Яйця

Маса тіла: 20 - 22 гр, довжина тіла: близько 15 см. 
У дорослих верх сірувато-бурий; низ тулуба, крім темного підхвістя, білуватий, з бурим відтінком; махові пера темно-бурі; хвіст виїмчастий, центральні і крайні стернові пера цілком темно-бурі, решта — з невеликими білими плямами посередині, які добре видно, коли птах розгортає хвоста; дзьоб і ноги темно-бурі, молодь схожа на дорослих, але на перах крил, плечей і надхвістя є світла облямівка.

## Поведінка
Політ повільніший, ніж у решти ластівок; гніздо чашоподібне. Голос нагадує голос берегової ластівки.